# Infanta Isabel (Schiff, 1912)
Die Infanta Isabel war ein 1912 in Dienst gestelltes Passagierschiff der spanischen Reederei Pinillos Izquierdo y Compañía, das zwischen Spanien nach Südamerika verkehrte. Das Schiff wurde später an japanische Eigner verkauft und am 21. September 1944 im Dienst als Truppentransporter unter japanischer Flagge von dem amerikanischen U-Boot Redfish nördlich der Philippinen versenkt.

## Das Schiff
Die Infanta Isabel war das sechste Schiff der 1884 gegründeten spanischen Dampfschifffahrtsgesellschaft Pinillos Izquierdo y Compañía mit Sitz in Cádiz. Die Reederei wurde im Allgemeinen verkürzt Pinillos Line genannt und hatte sich auf den Passagierverkehr von Spanien nach Zentral- und Südamerika mit Zwischenstopps auf den Kanarischen Inseln spezialisiert. Sie war ein Passagierschiff des Typs und wurde von der schottischen Werft Russell & Company in Port Glasgow nach den Klassifikationsverschriften von Lloyd’s Register of Shipping gebaut. Mit einem Rauminhalt von 8182 BRT war sie das bis dahin größte Schiff der Reederei.

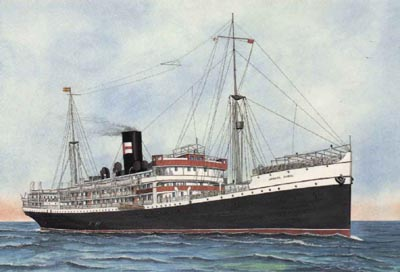
Zeitgenössische Zeichnung

1914 wurde das Schwesterschiff der Infanta Isabel in Dienst gestellt, die Príncipe de Asturias (8.371 BRT), die zwei Jahre später vor der brasilianischen Küste sank. Beide Schiffe wurden für den Expressdienst von Barcelona und Cádiz über Las Palmas nach Rio de Janeiro, Montevideo und Buenos Aires eingesetzt, für den sie 14 Tage benötigten. Am 10. September 1912 lief die Infanta Isabel zu ihrer Jungfernfahrt aus. Sie und die Príncipe de Asturias standen in direkter Rivalität zu den 1913 in Dienst gestellten Luxusdampfern Infanta Isabel de Borbón und Reina Victoria Eugenia (beide über 10.000 BRT) der Reederei Compañía Trasatlantica Española (Spanish Line), die als größte Konkurrentin der Pinillos Line galt.

## Ausstattung
Das 140,06 Meter lange und 17,68 Meter breite Dampfschiff Infanta Isabel lief am 29. Juni 1912 vom Stapel. Es verfügte über einen Schornstein, zwei Masten und zwei bronzene Propeller. Die beiden Vierfachexpansions-Dampfmaschinen stammten von David Rowan  Company aus Glasgow und leisteten 8.000 PS. Der Schiffsrumpf war in mehrere wasserdichte Abteilungen aufgeteilt und verfügte über einen Doppelboden. Um Vibrationen einzudämmen, war das Schiff mit dem Yarrow, Schlick & Tweedy-Balancesystem ausgestattet.
Die Passagierunterkünfte der Infanta Isabel waren für 150 Gäste der Ersten Klasse, 120 der Zweiten, 120 der Dritten („Second-Economic“) und etwa 1500 im Zwischendeck ausgerichtet. Die Räumlichkeiten der Ersten Klasse waren komplett im Stil Ludwig XIV. gehalten. Dazu gehörten ein mit Eiche und Walnuss getäfelter Speisesaal mit rechteckigen Fenstern statt runden Bullaugen, der von einer elliptischen Glaskuppel gekrönt wurde, eine Eingangshalle, ein Musiksalon, ein Schreibsalon, eine Bibliothek, ein Friseursalon, eine Bar sowie ein Rauchsalon, dessen Sessel mit Marokkoleder bespannt waren.
Auf dem Promenadendeck befanden sich die Luxussuiten der Ersten Klasse, die aus Wohnzimmer, Schlafzimmer und einem eigenen Badezimmer bestanden und zwei oder vier Personen beherbergen konnten. Das Schiff war mit elektrischem Licht, drahtloser Telegrafie und einem elektrisch betriebenen Kühlungs- und Lüftungssystem ausgestattet. Zur Sicherheitsausstattung gehörten 14 Rettungsboote.

## Unter japanischer Flagge
Der Verlust von drei Schiffen innerhalb von drei Jahren (1916 bis 1919) bedeutete das Ende der Pinillos Line. 1925 wurden die übrigen Schiffe der Flotte an die Compañía Oceanica in Barcelona verkauft. Die Infanta Isabel wurde im darauffolgenden Jahr an Ōsaka Shōsen Kaisha (大阪商船会社) verkauft und in Mizuho Maru (瑞穂丸) umbenannt. Ab 1937 fand sie militärische Verwendung, zuerst im Zweiten Japanisch-Chinesischen Krieg als Truppentransporter und dann im Zweiten Weltkrieg zusätzlich als Hospitalschiff. Am 21. September 1944 wurde sie nördlich der philippinischen Hauptinsel Luzon auf der Position 18° 37′ N, 120° 43′ O von der Redfish (Commander Louis D. McGregor), einem US-amerikanischen U-Boot der Balao-Klasse, torpediert und versenkt.